# Carmignano (wijn)

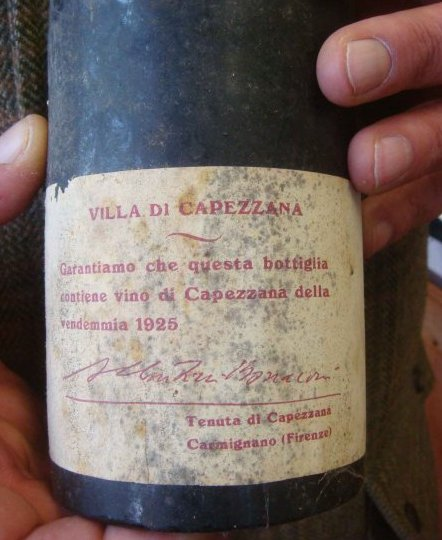
Fles Carmignano uit 1925

De carmignano is een rode wijn met het predicaat DOCG ('Denominazione di Origine Controllata e Garantita'). De wijn wordt geproduceerd in Toscane, op het grondgebied van de gemeente Carmignano in de provincie Prato, ten westen van Florence. De carmignano behoort tot de beste van de Italiaanse rode wijnen. De wijn wordt al genoemd in de 14e eeuw. Hij wordt alleen geproduceerd in jaren met een kwalitatief goede druivenoogst.
De wijn wordt gemaakt van de volgende druivenrassen: minimaal 50% sangiovese, tot 20% canaiolo nero, en 10 tot 20% cabernet franc en cabernet sauvignon. Net als bij de chianti mogen er nog tot 10% witte druiven aan toegevoegd worden.
In Carmignano produceert men ook chianti, Toscaanse rode en witte wijnen met IGT predicaat.

## Productiezone
De productiezone is beperkt tot de gemeente Carmignano in de provincie Prato.